# Cú sốc Nixon

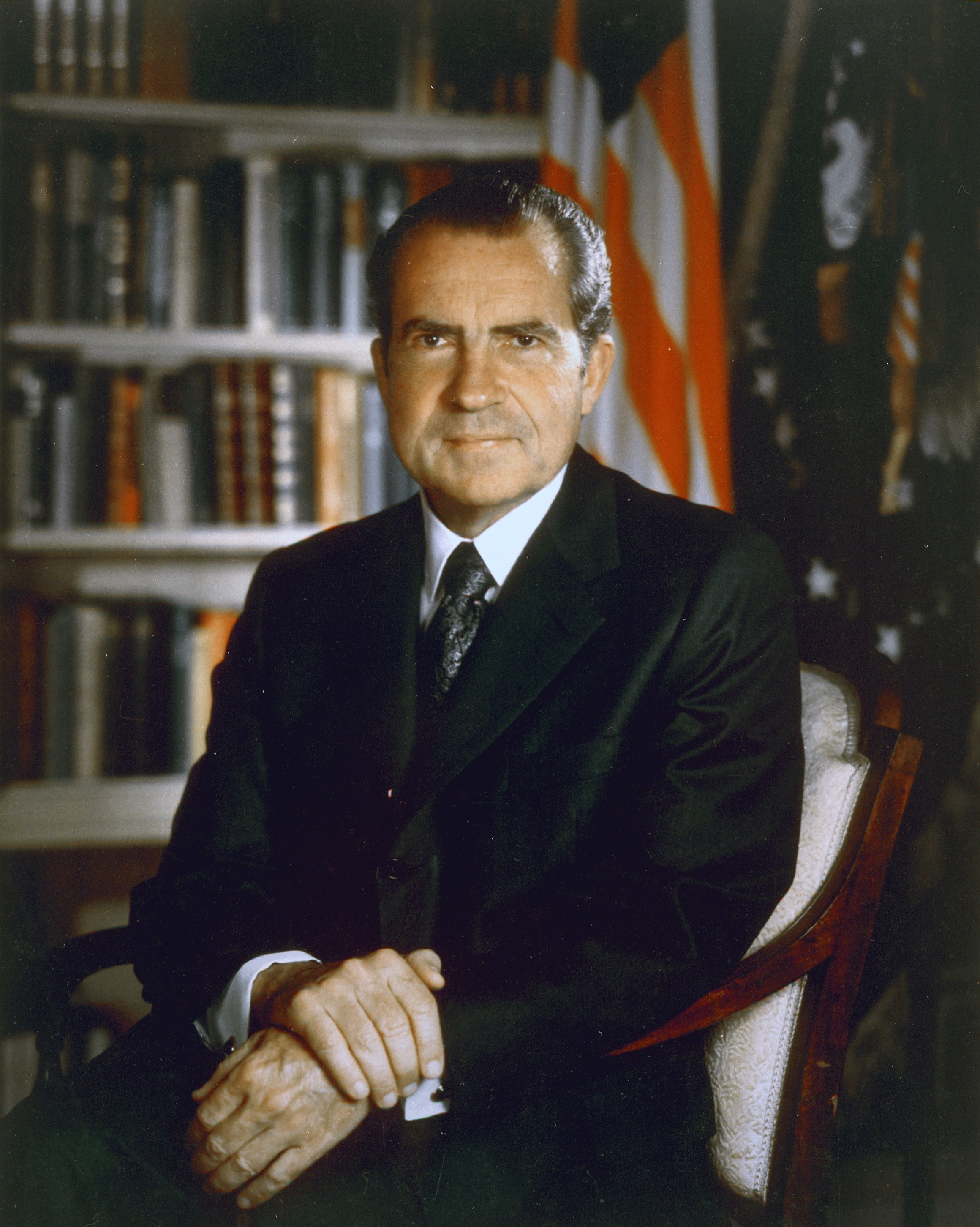
Tổng thống Nixon

Cú sốc Nixon hay cú sốc đô la là một biện pháp kinh tế của Tổng thống Mỹ Richard Nixon.
Ngày 15 tháng 8 năm 1971 đồng đô la Mỹ đã tụt giá xuống mức thấp nhất kể từ sau chiến tranh thế giới lần thứ 2, Tổng thống Nixon đã tuyên bố Mỹ sẽ đơn phương phá giá đồng đô la, đình chỉ khả năng quy đổi của đồng đô la ra vàng, đồng thời áp đặt mức thuế đặc biệt 10% đối với hàng hóa nhập khẩu. Năm 1971, Mỹ tuyên bố phá giá USD từ 35 USD/ounce vàng thành 38 USD/ounce vàng, sau đó đồng đôla Mỹ tiếp tục sụt giảm so với tiền tệ các nước tư bản khác. Hệ thống tiền tệ thế giới Bretton Woods bị tan vỡ.
Những hành động này chủ yếu nhằm vào Nhật Bản và Tây Âu, những nước tuy là đồng minh chiến lược của Mỹ nhưng ngày càng trở thành đối thủ cạnh tranh kinh tế với Mỹ.